# 寝屋川市立桜小学校
寝屋川市立桜小学校（ねやがわしりつ さくらしょうがっこう）は、大阪府寝屋川市池田新町にある公立小学校。
地域の児童数の増加により、1971年（昭和46年）に寝屋川市立池田小学校から分離開校した。開校当初は「寝屋川市立池田第二小学校」と名乗っていたが、2005年（平成17年）に「寝屋川市立桜小学校」へと校名を変更した。

## 沿革
- 1971年4月1日 - 寝屋川市立池田第二小学校として開校。寝屋川市立池田小学校内に仮校舎を設置。
- 1971年9月26日 - 現在地に移転。この日を創立記念日とする。
- 1976年 - 校区を変更。従来の寝屋川市立池田小学校校区の一部を当校校区として編入。
- 1978年4月1日 - 寝屋川市立池の里小学校を分離。また従来の寝屋川市立池田小学校校区の一部を当校校区として編入。
- 2004年 - 文部科学省から、学力向上調査研究事業の研究校に指定。
- 2005年3月31日 - 校内LAN完成
- 2005年4月1日 - 寝屋川市立池の里小学校を再統合、寝屋川市立桜小学校と改称。

## 通学区域
- 寝屋川市 池田旭町、池田新町、池田西町、池田南町、池田中町、高柳栄町、長栄寺町。
- 寝屋川市 池田本町の一部。

卒業生は寝屋川市立第二中学校へ進学する。

## 交通
- 京阪本線 寝屋川市駅 北東へ約1.7km。
- 京阪バス 池田バス停。